# Portugisisk laurbærkirsebær
Portugisisk kirsebær (Prunus lusitanica) er et lille, stedsegrønt træ, med en uregelmæssig, åben vækst. Grenene er nærmest vandrette, og spidserne bliver efterhånden hængende. Hele planten er giftig, og ved såring eller knusning af blade og kerner afgives en marcipan-agtig lugt, tegn på cyankalium-lignende stoffer.

## Beskrivelse
Barken er først glat med mørkerød lysside og lysegrøn skyggeside, senere bliver den lysebrun, og til sidst er den koksgrå og ru af små skæl. Knopperne sidder spredt, og de er smalle, spidse og mørkerøde. Bladene er læderagtige og elliptiske med tydelig spids. Randen er svagt takket, og oversiden er blank og mørkegrøn, mens undersiden er lysegrøn og mat. 
Blomstringen foregår i juni, hvor de cremefarvede, stærkt duftende blomster ses i lange, tætte klaser. Frugterne ligner små kirsebær. De er først røde, men til sidst næsten sorte. Kernerne modner ikke i Danmark.
Planterne er ikke i stand til at klare en hård, dansk vinter. Rodnettet er dog som regel sundt nok og skyder mange vanris, så træet ses oftest i buskform. 
Højde x bredde og årlig tilvækst: 10 x 2,5 m (25 x 25 cm/år).

## Hjemsted
Portugisisk Kirsebær gror i Spanien, Portugal og på Atlasbjergene i Marokko. 
Sintraområdet ligger i det sydlige Portugal, ca. 30 km nordvest for Lissabon. Her består undergrunden af forskellige kalkholdige (kalksten, dolomit, mergel og sandsten) og vulkanske bjergarter (lava, konglomerater og omdannede, kalksten). Klimaet beskrives som varmt middelhavsklima. Området har i dag karakter af at være forstæder til Lissabon, og den oprindelige vegetation er opsplittet og henvist til steder, hvor jordbrug og bebyggelse ikke har været mulig. De oprindelige og sene stadier af successionen er meget sjældne, og kun mulige at finde på små arealer inde i landet og i større udstrækning langs kysten. I den sydeuropæiske vegetationsklasse Quercetea ilicis, nærmere bestemt forbundet  Arbuto unedonis-Laurenion  findes arten voksende sammen med bl.a. almindelig ask, almindelig engelsød, almindelig gedeblad, almindelig hassel, almindelig jordbærtræ, almindelig munkehætte, almindelig rishirse, almindelig ørnebregne, Asparagus aphyllus (en art af asparges), bredbladet stenved, buskhareøre, engriflet hvidtjørn, etruskisk gedeblad, fuglekirsebær, hunderose, italiensk skovranke, kermeseg, klasekortlæbe, klatrefladbælg, Leucanthemum sylvaticum (en art af Margerit), mastikstræ, Melica minuta (en art af flitteraks), middelhavskorsved, middelhavsvortemælk, musetorn, Olea europaea var. sylvestris (den vildtvoksende varietet af almindelig oliven), orientalsk sarsaparil, Origanum virens (en art af merian), portugisisk eg, rosmarin, Rubus ulmifolius (en art af brombær), salviebladet soløjetræ, Silene longicilia (en art af limurt), skovstilkaks, slåen, smalbladet stenved, småbladet elm, spansk klokkeskilla, stedsegrøn rose, stilkeg, stinkiris, tvebo galdebær, vild krap, Vinca difformis (en art af singrøn), vintersnebolle, ægte kastanje og ægte laurbær
Denne brede oversigt kan sammenlignes med den konkrete vegetation på Tenerife (de Kanariske Øer), se beskrivelsen under laurisilva.

## Note
1. ↑  Sandra Mesquita, Pedro Arsénio, Mário Lousã, Tiago Monteiro Henriques og José Carlos Costa: Sintra Vegetation and Landscape i Quercetea, 2005, 7 side 74-75 (engelsk)